# Pablo de Sangro y Merode
Pablo de Sangro Gaetani d’Aragona y Merode (Nápoles, 16 de junio de 1746 – Madrid, 24 de enero de 1815) fue un militar español de origen napolitano. Fue III príncipe de Castelfranco y Grande de España.
Encabezó el Ejército de Aragón y fue Virrey de Navarra durante la Guerra de la Convención.

## Biografía
Hijo del general Raimondo de Sangro , VII príncipe de San Severo y I de Castelfranco, y de Caterina Carlotta Gaetani del Áquila d’Aragona y Merode. Se casó en Madrid el 12 de septiembre de 1790 con la princesa alemana Carolina de Stolberg-Gedern, duquesa viuda de Berwick.
Llegó a España como uno de los italianos que arribaron con Carlos III. Entró a servir al Rey en 1764, en la compañía italiana de Guardia de corps, en la que llegaría a ser coronel de caballería. Con ese grado participó en la Toma de Menorca (1782). Debido a sus éxitos en ese episodio, aquel mismo año recibió la Orden de Santiago y fue promovido a mariscal de campo y a segundo teniente de la compañía flamenca de las Guardias de Corps. Inspector general de caballería, ascendió a teniente general y primer teniente de las Guardias de Corps en 1789. Tuvo la Gran Cruz de la Orden de Carlos III en 1791 y fue nombrado director de las Guardias Valonas ese mismo año, recibiendo entonces la Grandeza de España de primera clase. 
Al estallar la Guerra de la Convención fue nombrado en 1793 para dirigir el Ejército de Aragón con órdenes de observación y defensa, labor por la cual se le concedió el collar de la Orden del Toisón de Oro. Seguidamente fue nombrado Virrey de Navarra en 1795 al final de la guerra. Después fue nombrado embajador en Venecia, donde permaneció hasta 1802. Ese año asumió el cargo de embajador en el Imperio en Viena, donde permaneció hasta que en agosto de 1807 optó por volver a su puesto de director de las Guardias Valonas. Después de las Abdicaciones de Bayona (1808) participó activamente en la asamblea que redactó el Estatuto de Bayona. Sin embargo, tras la Batalla de Bailén cambió de bando y se puso al servicio de la Junta Suprema. José Bonaparte confiscó sus bienes y logró capturarle en 1809, encerrándole en los castillos italianos de Fenestrelle primero y Portici después. A la derrota de Napoleón fue liberado y regresó a Madrid para recuperar sus cargos y morir allí algunos meses después. 

## Condecoraciones
- Caballero y comendador de Bedmar y Albanchés en la Orden Militar de Santiago ( España). (1782)
- Gran Cruz de la Orden de Carlos III ( España). (1791)
- Collar de la Insigne Orden del Toisón de Oro ( España). (1794)